# Scaniagripen
Scaniagripen är det inofficiella namnet[källa behövs] på den grip som återfinns på svenska Scania och Saabs logotyper.
Griphuvudet är hämtat från Skånes landskapsvapen och Malmös stadsvapen, vilka härrör från Erik av Pommerns vapenbrev 1437. Även Östergötlands landskapsvapen (flygplanstillverkningen ägde rum i Linköping) avbildar en grip. Det har senare bland annat använts av Kockums och Scania (Scania, latinska namnet för Skåne, därav gripen). När Saab och Scania-Vabis slogs samman och bildade Saab-Scania 1968 fortsatte gripen användas i bolagets logotyp fram till 1995 då båda företagen blev självständiga igen. Gripen har även funnits på Saabs logotyp sedan Saab-Scania lösts upp.